# Tuusula
Tuusula (szw. Tusby) – miasto w Finlandii, w prowincji Finlandia Południowa. Około 36 tys. mieszkańców.

## Kalendarium
- 1643 – wybudowano kaplicę.
- 1951 – odsłonięto pomnik poświęcony ofiarom II wojny światowej „Z tej drogi nie było powrotu” autorstwa Rakel Koivisto.
- 2007 – w strzelaninie w Tuusula zginęło 9 osób.

## Miasta partnerskie
- Augustów
- Gmina Sollentuna
- Gmina Vinni
- Hvidovre
- Oppegård
- Powiat Celle
- Stan Querétaro
- Widnoje